# エド・ベグリー・ジュニア
エド・ベグリー・ジュニア（Ed Begley Jr., 1949年9月16日 - ）は、アメリカ合衆国カリフォルニア州ロサンゼルス生まれの俳優・声優である。

## 来歴
1949年にカリフォルニア州ロサンゼルスに生まれる。父はアカデミー助演男優賞を受賞した俳優のエド・ベグリー。ニューヨーク州のロングアイランドへ移住。しばらくして一家は再びロサンゼルスへ戻って来て、地元の高校、大学を卒業する。その後、少しずつテレビ・映画に顔を出し始め、徐々にキャリアを築いていく。これまでその演技を評価されてエミー賞には6回、ゴールデン・グローブ賞には1回ノミネートされているが、いずれも受賞には至っていない。主な作品にはロザンヌ・バー、メリル・ストリープ共演のブラック・コメディ『シー・デビル』での女泣かせな亭主役やガス・ヴァン・サント監督の『カウガール・ブルース』、人気シリーズの続編『バットマン フォーエヴァー』などの出演で知られる。また近年では、人気テレビドラマシリーズにゲスト出演したり、『ザ・シンプソンズ』や『キング・オブ・ザ・ヒル』などのアニメ作品への声のゲスト出演もした。
1976年にイングリッド・テイラーと結婚。二児を儲けるが、1989年に離婚。その後2000年にレイチェル・カーソンと再婚し、1人の子どもを儲けている。
ベジタリアンで環境保護主義の活動家としても知られる。

## 出演作品

### 映画
- 『テニス靴をはいたコンピューター』 The Computer Wore Tennis Shoes (1969年)
- 『対決』 Showdown (1972年)
- 『そら見えたぞ、見えないぞ!』 Now You See Him, Now You Don't (1972年)
- 『コックファイター』 Cockfighter (1974年)
- 『ステイ・ハングリー』 Stay Hungry (1976年)
- 『ゴーイング・サウス』 Going Sounth (1978年)
- 『ザ・シンガー』 Elvis (1979年)
- 『エアポート'80』 The Concorde ... Airport '79 (1979年)
- 『あきれたあきれた大作戦』 The In-Laws (1979年)
- 『新・おかしな二人/バディ・バディ』 Buddy Buddy (1981年)
- 『フライパン殺人』 Eating Raoul (1982年)
- 『キャット・ピープル』 Cat People (1982年)
- 『病院狂時代』 Young Doctors in Love (1982年)
- 『ゲット・クレイジー』 Get Crazy (1983年)
- 『スパイナル・タップ』 This Is Spinal Tap (1984年)
- 『アメリカ万才』 Protcol (1984年)
- 『ストリート・オブ・ファイヤー』 Streets of Fire (1984年)　-　※キネマ旬報ベスト・テン第7位
- 『突撃バンパイア・レポーター/トランシルバニア6-5000』 Transylvania 6-5000 (1985年)
- 『アメリカン・パロディ・シアター』 Amazon Women on the Moon (1987年)
- 『偶然の旅行者』 The Accidental Tourist (1988年)
- 『シー・デビル』 She-Devil (1989年)
- Scenes from the Class Struggle in Beverly Hills (1989年)
- 『ロサンゼルス大地震』 The Big One: The Great Los Angeles Earthquake (1990)
- 『アップルゲイツ』 Meet the Applegates (1991年)
- 『ダークホース』 Dark Horse (1992年)
- 『カウガール・ブルース』 Even Cowgirls Get the Blues (1993年)
- 『遺産相続は命がけ!?』 Greedy (1994年)
- 『勇気あるもの』 Renaissance Man (1994年)
- 『バットマン フォーエヴァー』 Batman Forever (1995年)
- 『ジョーイ』 Joey (1997年)
- 『ドッグ・ショウ』 Best in Show (2000年)
- 『恋人にしてはいけない男の愛し方』 Get Over It (2001年)
- 『ボブ・クレイン 快楽を知ったTVスター』 Auto Focus (2002年)
- 『みんなのうた』 A Mighty Wind (2003年)
- Next of Kin (2008年)
- 『スモーキング・ハイ』 Pineapple Express (2008年)
- 『人生万歳!』 Whatever Works (2009年)
- 『サヨナラの代わりに』 You're Not You (2014年)
- 『ゴーストバスターズ』 Ghostbusters (2016年)
- 『ラッキー』 Lucky (2017年)
- 『また、あなたとブッククラブで』 Book Club (2018年)
- 『アムステルダム』 Amsterdam (2022年)

### テレビドラマ
- 『パパ大好き』 My Three Sons (1967年)
- 『不死身の男』 The Immortal (1970年)
- 『黒人教師ディックス』 Room 222 (1970年 - 1971年)
- 『特捜隊アダム12』 Adam-12 (1971年)
- 『FBIアメリカ連邦警察』 The F.B.I. (1971年)
- 『ぼくらのナニー』 Nanny and the Professor (1971年)
- 『恐怖の不時着飛行』 Family Flight (1972年)
- 『ママは太陽』 The Doris Day Show (1972年)
- 『鬼警部アイアンサイド』 Ironside (1972年)
- 『マニックス』 Mannix (1972年)
- 『恋愛専科』 Love, American Style (1973年)
- 『ハッピー・デイズ』 Happy Days (1974年)
- 『刑事スタスキー&ハッチ』 Starsky and Hutch (1976年)
- 『ワンダーウーマン』 Wonder Woman (1978年)
- 『マッシュ』 M*A*S*H (1979年)
- 『チャーリーズ・エンジェル』 Charlie's Angel (1979年)
- 『フェアリー・テイル・シアター』 Faerie Tale Theatre　(1987年) ※フランシス・フォード・コッポラ監督の一編
- 『ハリウッド・ナイトメア』 Tales from the Crypt (1993年)
- 『スタートレック:ヴォイジャー』 Star Trek: Voyager (1996年)
- 『サブリナ』 Sabrina, the Teenage Witch (1997年)
- 『シックス・フィート・アンダー』 Six Feet Under (2001年 - 2005年)
- 『スティーヴン・キングのキングダム・ホスピタル』 Kingdom Hospital (2004年)
- 『ボストン・リーガル』 Boston Legal (2006年 - 2007年)
- 『ヴェロニカ・マーズ』 Veronica Mars (2006年 - 2007年)
- 『CSIマイアミ』 CSI: Miami (2007年)
- 『名探偵モンク』 Monk (2009年)
- 『ベター・コール・ソウル』 Better Call Saul (2016年、2022年)
- 『ヤング・シェルドン』 Young Sheldon (2019年-2022年)

### テレビアニメ
- 『スクービー&スクラッピードゥー』 Scooby-Doo and Scrappy-Doo (1979年)
- 『バットマン』 Batman (1992年)
- Duckman: Private Dick/Family Man (1995年)
- 『ザ・シンプソンズ』 The Simpsons (1999年)
- 『バットマン・ザ・フューチャー』 Batman Beyond (2000年)
- 『キング・オブ・ザ・ヒル』 King of the Hill (2008年)
- 『ナットのスペースアドベンチャー3D』 Fly Me To The Moon  (2008年)